# Tipula (Pterelachisus) dolomitensis
Tipula (Pterelachisus) dolomitensis is een tweevleugelige uit de familie langpootmuggen (Tipulidae). De soort komt voor in het Palearctisch gebied.